# Dinocheirus serratus
Espèce
Synonymes
- Chelanops serratus Moles, 1914
- Dinocheirus sicarius Chamberlin, 1952

Dinocheirus serratus est une espèce de pseudoscorpions de la famille des Chernetidae.

## Distribution
Cette espèce est endémique de Californie aux États-Unis.

## Publication originale
- Moles, 1914 : Pseudoscorpions in the Claremont-Laguna region. Journal of Entomology and Zoology, Pomona College, vol. 6, p. 187-197.